# Джърмантаун
Вижте пояснителната страница за други значения на Джърмантаун.
Джърмантаун (на английски: Germantown) е неинкорпорирано селище в североизточната част на Съединените американски щати, част от окръг Монтгомъри в щата Мериленд. Населението му е около 91 249 души (1 април 2020).
Разположено е на 134 метра надморска височина в Северен Пидмънт, на 36 километра северозападно от центъра на Вашингтон и на 58 километра западно от Балтимор. Селището възниква около 1830 година, но започва да се разраства бързо след 1980 година, превръщайки се в едно от големите предградия на Вашингтон и третото по големина селище в Мериленд след Балтимор и Кълъмбия.